# Юхан (герцог Эстергётландский)
Юхан (швед. Johan, hertig av Östergötland; 18 апреля 1589[…], Упсальский замок, Уппсала — 5 марта 1618[…], Норрчёпинг) — герцог Эстергётландский, сын шведского короля Юхана III и его второй жены Гуниллы Бьелке.
В 1604 году он отказался от всех своих прав на шведский престол в пользу дяди, Карла IX. После смерти последнего Юхан снова отказался от своих прав на корону в пользу Густава Адольфа.
Юхан был женат на своей двоюродной сестре Марии Елизавете Шведской. Этот брак остался бездетным.